# Контекстная реклама
Конте́кстная рекла́ма — тип интернет-рекламы, при котором рекламное объявление показывается в соответствии с содержанием, выбранной аудиторией, местом, временем или иным контекстом интернет-страниц (лат. contextus — соединение, связь).
Контекстная реклама действует избирательно и отображается посетителям интернет-страницы, сфера интересов которых потенциально совпадает/пересекается с тематикой рекламируемого товара либо услуги, целевой аудитории, что повышает вероятность их отклика на рекламу.
Поисковые машины в сети Интернет широко используют системы контекстной рекламы, что является для них основным источником получения дохода (например, рекламные сети Яндекс.Директ и Google AdWords).
Чаще всего контекстную рекламу можно встретить
- на страницах с результатами поиска;
- на сайтах, установивших блоки контекстной рекламы на своих страницах;
- в мобильных приложениях.

## Типы контекстной рекламы
По типу в контекстной рекламе выделяют поисковую и тематическую.
Поисковая реклама — демонстрируется среди результатов поиска (в том числе по отдельному сайту). Ориентация тематики происходит по характеру поискового запроса, заданного пользователем.
Тематическая реклама — демонстрируется на страницах сайтов и в мобильных приложениях, входящих в рекламную сеть. Рекламные блоки являются дополнением к содержанию страниц. Тематика зависит от тематики сайта или ориентируется на ранее проявленный пользователем интерес.
Тип контекстной рекламы определяет, где именно будет показываться реклама. С помощью настроек таргетинга (прицеливания) задается контекст показа рекламы.
Google Ads выделяет следующие варианты контекстной рекламы:
- В поисковой сети
- Баннерная
- Товарная
- Видео
- В мобильных приложениях

### Поисковая
В качестве рекламного объявления используется обычное текстовое представление информации с гиперссылкой (открытой или оформленной в виде фрагмента текста). Поисковая реклама основывается на ключевых словах. Роботы поисковой системы анализируют поисковый запрос пользователя, сопоставляют с ключевыми словами из настройки рекламного кабинета рекламодателя и содержимым сайта. Результатом является показ релевантных (соответствующих) объявлений.
Модель расходов для рекламодателя рекламы в поисковой строке — оплата за клик (PPC).

### Баннерная
Рекламное объявление, основанное на визуальном изображении (от англ. banner — флаг, транспарант, графическое изображение рекламного характера). Баннер может быть полностью в виде картинки, либо картинка с сопутствующим текстом и ссылкой.
Баннерная реклама транслируется в сети сайтов-партнеров поисковой системы.
При этом дополнительно выделяются следующие разновидности баннерной рекламы:
- Статичный баннер — простая, неподвижная картинка
- Динамичный баннер — как правило, анимированные изображения (в формате GIF или HTML5)
- Интерактивный баннер — где пользователю предлагается выполнить то или иное действие с картинкой. Например, кликнуть в определённом месте баннера, решить арифметический пример, ответить на вопрос и т. д. Поэтому контекстная реклама с большей вероятностью будет продемонстрирована потребителю, который использует сеть Интернет для поиска интересующей информации о товарах или услугах. Популярные модели расходов для баннерной рекламы — оплата за клик (PPC), оплата за тысячу показов (PCM).

### Товарная
Динамические рекламные объявления, созданные с помощью вида товаров называются товарными. Такие объявления отображаются в товарной галерее над результатами поисковой выдачи: карточки товаров, с фото, наименованием, ценой товара. Так пользователь, не переходя на сайт, видит содержимое магазина. В соответствии с его запросом.

### Видеореклама
В качестве рекламного объявления используется специально подготовленный видеоролик, также содержащий, как правило, гиперссылку.

### Кампании для мобильных приложений
Поисковые кампании отображаются в топе поиска Google Play и App Store. Баннерные — на сайтах-партнерах поставщика рекламы.

## Отличие контекстной интернет-рекламы от рекламы в традиционных СМИ
С одной стороны, текстовая и баннерная реклама во многом аналогичны строчной и графической рекламе в бумажных газетах и журналах. В свою очередь видеореклама отсутствует в бумажных СМИ, но зато активно используется на телевидении.
Ключевая особенность контекстной рекламы — возможность трансляции рекламы на целевую аудиторию. В то время, как аудиторию для рекламы в традиционных СМИ невозможно сегментировать, контекстная реклама позволяет обращаться только к тем, кто соответствует выбранным критериям — например, пол, возраст, город или устройство — или ранее проявлял интерес к рекламируемой продукции или услугам.
У всех видов контекстной рекламы в интернете есть важная отличительная особенность, а именно — если посетитель нажимает (кликает) рекламное объявление (текст, баннер или видео), ему открывается страница с более развёрнутой информацией о рекламируемом товаре или услуге. То есть каждое из таких рекламных объявлений содержит в себе гиперссылку, ведущую на сайт рекламодателя.
Ещё одной характерной особенностью рекламы в интернете является её автоматизированность. То есть многие вопросы проведения рекламных кампаний выполняются специальными программами. Например, автоматически определяется порядок показа рекламных объявлений, рассчитывается средняя цена клика, величина расходуемого бюджета и многое другое.
Подобная автоматизация позволяет решать и более сложные задачи. Например, практически все сервисы по предоставлению рекламных услуг в интернете перешли на схему оплаты за клик (переход). Это означает, что если раньше рекламодатели платили за количество показов, то теперь оплата производится за количество нажатий на рекламные объявления (кликов), в результате которых осуществляется переход пользователя на сайт или страницу рекламодателя с более подробной информацией. При этом алгоритмы могут автоматически отсчитывать количество показов рекламного объявления, чтобы получить определённое количество переходов. Кроме того, программы определяют рекламные объявления с низкой кликабельностью и могут по этой причине заблокировать их для показа. И наоборот, объявления с высокой кликабельностью могут снижаться в цене, поскольку для получения требуемого количества переходов нужно меньше показов. Также, контекстная реклама удобна тем, что можно отследить аудиторию, кликающую на объявления рекламодателя и более точно задать таргетинг для наиболее выгодной конверсии.

### Ремаркетинг
Отличительной особенностью контекстной рекламы является наличие функции ремаркетинга. Ремаркетинг — функция, позволяющая обращаться к пользователям, которые раньше уже заходили на ваш сайт. Ваши объявления могут показываться при посещении ими других веб-сайтов в контекстно-медийной сети (Google AdWords). Также функциональность, позволяющая обращаться к аудитории, посетившей ваш сайт, в Яндекс. Директ называется ретаргетинг. Настройка ремаркетинга осуществляется с помощью так называемых «списков ремаркетинга». Как в Google AdWords, так и в Яндекс. Директ, для настройки ремаркетинга/ретаргетинга нужно связать аккаунты рекламной системы с системой аналитики. Можно выделить несколько типов настройки ремаркетинга (на всех посетителей, на посетителей определённых разделов сайта, на уже достигших какой-либо цели и т. д.)
Динамический ремаркетинг делает такую рекламу ещё эффективнее, поскольку пользователь видит объявления именно тех товаров или услуг, которыми он интересовался на определённом сайте, что в большинстве случаев улучшает отклик на показываемые объявления.
Ремаркетинг для мобильных приложений позволяет показывать рекламные объявления пользователям, посетившим определённый мобильный сайт или запускавшим определённое мобильное приложение.
Ремаркетинг влияет на следующие ключевые показатели эффективности:
- ARPU
- LTV
- CPA
- CPL (cost per lead)
- CPO
- AOV (average order value)
- ROI(ROMI)